# Barry Levinson
Pour les articles homonymes, voir Levinson.
 (décembre 2020).
Si vous disposez d'ouvrages ou d'articles de référence ou si vous connaissez des sites web de qualité traitant du thème abordé ici, merci de compléter l'article en donnant les références utiles à sa vérifiabilité et en les liant à la section « Notes et références ».
Barry Levinson, né le 6 avril 1942 à Baltimore, (Maryland, États-Unis), est un réalisateur, producteur, producteur délégué, scénariste et acteur américain.
Parmi ses films les plus connus, on compte Good Morning, Vietnam (1987) et Rain Man (1988).

## Biographie
Après des études à l'American University de Washington, Barry Levinson débute dans le monde du cinéma en écrivant pour des séries télévisées (notamment The Marty Feldman Comedy Machine). Il s'installe alors à Los Angeles. Puis, en 1976, il croise la route de Mel Brooks. C'est une grande histoire qui est en train de s'écrire. En effet, quelques mois après, c'est La Dernière Folie réalisée par Mel Brooks, et écrite par Barry Levinson. Sortira aussi Le Grand Frisson, encore avec Mel Brooks en réalisateur, et Barry Levinson à l'écriture...  Juste après, il est nommé à l'Oscar du meilleur scénario original pour Justice pour tous. Il ne décroche pas la précieuse statuette, mais en 1988, il connait enfin la victoire avec Rain Man, qui obtient un succès considérable. Avec un scénario accompagné d'une musique d'Hans Zimmer et des interprètes populaires (Dustin Hoffman et Tom Cruise), ce film racontant les émois d'un homme handicapé cumule les récompenses. Il avait déjà connu le succès auparavant en réalisant le film culte Good Morning, Vietnam avec Robin Williams et Forest Whitaker. 
De retour dans sa ville natale de Baltimore, il décide de passer derrière la caméra pour Diner, pour lequel il a également écrit le scénario. Il obtient de nouveau une nomination aux Oscars. Plus tard, il dirige Robert Redford et Robert Duvall pour Le Meilleur. Barry Levinson poursuit avec Bugsy, Avalon (qu'il produit), Toys, et la série télévisée Homicide en 1993 ; mais Bugsy et Toys ne rencontrent pas le succès. C'est avec le film Harcèlement que Barry Levinson revient sur les devants de la scène en 1994.
En 1996, Barry retrouve Dustin Hoffman dans Sleepers. Ce tandem n'en resta pas là puisqu'il tournèrent encore deux films ensemble : Des hommes d'influence en 1997 et Sphère en 1998. Il revient en tant que producteur pour le film sur la mafia avec Johnny Depp, Donnie Brasco. Il est également à l'origine de la série télévisée Oz qu'il coproduit avec son ami Tom Fontana (auteur de la série) pour la chaîne de télévision HBO.
En 2011, il produit la série télévisée Borgia, créée par Tom Fontana et diffusée sur Canal+. Il retrouve Tom Fontana en 2012 pour une autre série intitulée Copper.
En 2012, il devait reprendre le projet Gotti: In the Shadow of My Father, un temps prévu par Nick Cassavetes, sur les relations entre le mafieux John Gotti, Jr. et son père John Gotti.
En 2017, il retrouve Robert De Niro pour le téléfilm sur Bernard Madoff, The Wizard of Lies, diffusé en 2017 sur HBO. Il reste à la télévision avec le téléfilm Paterno (2018).
Il revient ensuite au cinéma avec Le Survivant (The Survivor), film biographique sur le boxeur Harry Haft, survivant des camps de concentration. Tourné en 2019, il ne sort qu'en 2021.
Alors qu'il était attaché au projet Francis and the Godfather, film revenant sur la genèse du film Le Parrain, il réalise finalement The Alto Knights. Il s'agit d'un film de gangsters dans lequel Robert De Niro incarne un double rôle : les mafieux Vito Genovese et Frank Costello. Le tournage débute en décembre 2022 avec une sortie prévue pour 2025.

## Filmographie

### Réalisateur

#### Cinéma
Année 1980
- 1982 : Diner
- 1984 : Le Meilleur (The Natural)
- 1985 : Le Secret de la pyramide (Young Sherlock Holmes)
- 1987 : Les Filous (Tin Men)
- 1987 : Good Morning, Vietnam
- 1988 : Rain Man

Année 1990
- 1990 : Avalon
- 1991 : Bugsy
- 1992 : Toys
- 1994 : Jimmy Hollywood
- 1994 : Harcèlement (Disclosure)
- 1996 : Sleepers
- 1997 : Des hommes d'influence (Wag the Dog)
- 1998 : Sphère (Sphere)
- 1999 : Liberty Heights

Année 2000
- 2000 : Pile poil (An Everlasting Piece)
- 2001 : Bandits : Gentlemen braqueurs (Bandits)
- 2004 : Envy
- 2006 : Man of the Year
- 2008 : Panique à Hollywood (What Just Happened)

Année 2010
- 2012 : The Bay
- 2014 : The Humbling
- 2015 : Rock the Kasbah

Année 2020
- 2021 : Le Survivant  (The Survivor)
- 2025 : The Alto Knights

#### Documentaire
- 1999 : Original Diner Guys (documentaire)
- 2009 : PoliWood (documentaire)

#### Télévision: Série Télévisée
- 1983 : Diner (épisode pilote d'après le film du même nom)
- 1993-1999 : Homicide (Homicide: Life on the Street) (épisodes The Gas Man et Gone for Goode)
- 2000 : The Beat
- 2004 : The Jury (épisodes Honeymoon Suite et Pilot)
- 2016-2018 : Shades of Blue (épisodes Original Sin et Pilot)
- 2021 : Dopesick (série télévisée) (épisodes Un remède miracle et La douleur extrême)
- 2022 : The Calling (épisodes He's Gone et The Knowing)

#### Télévision: Téléfilm
- 2010 : La Vérité sur Jack (You Don't Know Jack)
- 2017 : The Wizard of Lies
- 2018 : Paterno

#### Courts-métrages
- 2004 : A Uniform Used to Mean Something... (court-métrage)
- 2004 : Hindsight Is 20/20... (court-métrage)

### Producteur
- 1983 : Diner (court-métrage) de Barry Levinson
- 1987 : Harry (série télévisée)
- 1990 : Avalon de Barry Levinson
- 1991 : Kafka de Steven Soderbergh (producteur délégué)
- 1991 : Bugsy de Barry Levinson
- 1992 : Toys de Barry Levinson
- 1993 : Mise à feu (Wilder Napalm) de Glenn Gordon Caron (producteur délégué)
- 1993-1999 : Homicide (Homicide: Life on the Street) (série télévisée) (producteur délégué)
- 1994 : Jimmy Hollywood de Barry Levinson
- 1994 : Harcèlement (Disclosure) de Barry Levinson
- 1995 : La Petite Princesse (A little Princess) d'Alfonso Cuarón (producteur délégué)
- 1996 : Sleepers de Barry Levinson
- 1997-2003 : Oz (série télévisée) (producteur délégué)
- 1997 : Donnie Brasco de Mike Newell
- 1997 : La Seconde Guerre de Sécession (The Second Civil War) (téléfilm) de Joe Dante
- 1997 : Des hommes d'influence (Wag the Dog) de Barry Levinson
- 1998 : Family Brood (téléfilm) de Kenneth Fink
- 1998 : Sphère (Sphere) de Barry Levinson
- 1998 : Méli-Mélo (Home Fries) de Dean Parisot
- 1999 : Original Diner Guys (documentaire) de Barry Levinson
- 1999 : Liberty Heights de Barry Levinson
- 1999-2000 : The Hoop Life (série télévisée)
- 2000 : Homicide (Homicide: the Movie) de Jean de Segonzac (producteur délégué)
- 2000 : The Beat (série télévisée) (producteur délégué)
- 2000 : Falcone (série télévisée) (producteur délégué)
- 2000 : En pleine tempête (The Perfect Storm) de Wolfgang Petersen
- 2000 : American Tragedy (téléfilm) de Lawrence Schiller
- 2000 : An Everlasting Piece de Barry Levinson
- 2001 : Bandits de Barry Levinson
- 2001 : Shot in the Heart (téléfilm) d'Agnieszka Holland (producteur délégué)
- 2002 : Baseball Wives (téléfilm) de Steve Buscemi (producteur délégué)
- 2002 : Possession de Neil LaBute
- 2002 : Mafia Blues 2 : La rechute (Analyze That) de Harold Ramis (producteur délégué)
- 2003 : Deliver Us From Eva de Gary Hardwick (producteur délégué)
- 2004 : Strip Search (téléfilm) de Sidney Lumet
- 2004 : Envy de Barry Levinson
- 2004 : The Jury (série télévisée)
- 2006 : The Bedford Diaries (série télévisée)
- 2007 : M.O.N.Y. (téléfilm) de Spike Lee
- 2008 : Panique à Hollywood (What Just Happened) de Barry Levinson
- 2009 : The Philanthropist (série télévisée) (producteur délégué)
- 2010 : La Vérité sur Jack (You Don't Know Jack) (téléfilm) de Barry Levinson
- 2011 : Borgia (série télévisée) (producteur délégué)
- 2012 : Copper (série télévisée) (producteur délégué)
- 2017 : The Wizard of Lies (téléfilm) de Barry Levinson
- 2021 : Le Survivant  (The Survivor) de lui-même
- 2021 : Dopesick (série télévisée)
- 2024 : Mister Spade (Monsieur Spade) (mini-série TV) - 6 épisodes (producteur délégué)

### Scénariste
- 1970 : The Tim Conway Show (téléfilm)
- 1971-1972 : The Marty Feldman Comedy Machine (série télévisée) - 2 épisodes
- 1973-1976 : The Carol Burnett Show (série télévisée)
- 1975 : Street Girls de Michael Miller
- 1975 : Hot L Baltimore (série télévisée) - Saison 1, épisode 2
- 1976 : The Rich Little Show (série télévisée)
- 1976 : La Dernière Folie de Mel Brooks (Silent Movie) de Mel Brooks
- 1977 : Le Grand Frisson (High Anxiety) de Mel Brooks
- 1979 : Justice pour tous (...And Justice for All.) de Norman Jewison
- 1980 : Rendez-vous chez Max's (Inside Moves) de Richard Donner
- 1982 : Diner de Barry Levinson
- 1982 : Tootsie de Sydney Pollack (non crédité)
- 1982 : Best Friends, de Norman Jewison
- 1983 : Diner (court-métrage TV) de Barry Levinson
- 1984 : Faut pas en faire un drame (Unfaithfully Yours) de Howard Zieff
- 1987 : Les Filous (Tin Men) de Barry Levinson
- 1990 : Avalon de Barry Levinson
- 1992 : Toys de Barry Levinson
- 1994 : Jimmy Hollywood de Barry Levinson
- 1996 : Homicide (Homicide: Life on the Street) (série télévisée) - Saison 4, épisode 18
- 1996 : Sleepers de Barry Levinson
- 1999 : Liberty Heights de Barry Levinson
- 2004 : The Jury (série télévisée) - Saison 1, épisode 8
- 2006 : Man of the Year de Barry Levinson
- 2007 : M.O.N.Y. (téléfilm) de Spike Lee

### Acteur
- 1971 : The Marty Feldman Comedy Machine (série télévisée) : divers personnages
- 1976 : La Dernière Folie de Mel Brooks (Silent Movie) de Mel Brooks : exécutif
- 1977 : Le Grand Frisson (High Anxiety) de Mel Brooks : Bellboy
- 1981 : La Folle Histoire du monde (History of the World, Part I) de Mel Brooks : le vendeur de colonnes
- 1988 : Rain Man de Barry Levinson : un docteur (non crédité)
- 1993 : The Larry Sanders Show (série télévisée) - Saison 2, épisode 5 : lui-même
- 1994 : Jimmy Hollywood de Barry Levinson : le réalisateur de Life Story
- 1994 : Quiz Show de Robert Redford : Dave Garroway
- 2004 : The Jury (série télévisée) - Saison 1, épisode 1 : Juge Horatio Hawthorne (non crédité)
- 2007 : Bee Movie : Drôle d'abeille (Bee Movie) de Simon J. Smith et Steve Hickner : Martin Benson (voix)
- 2013 : Muhammad Ali's Greatest Fight de Stephen Frears : Potter Stewart

## Distinctions principales
Source et distinctions complètes : Internet Movie Database

### Récompenses
- Oscars 1989 : meilleur réalisateur pour Rain Man
- Berlinale 1989 : Ours d'or du meilleur film pour Rain Man
- Berlinale 1998 : Ours d'argent (Grand prix du jury) pour Des hommes d'influence

### Nominations
- Oscars 1980 : meilleur scénario original pour Justice pour tous
- Oscars 1983 : meilleur scénario original pour Diner
- Golden Globes 1989 : meilleur réalisateur pour Rain Man
- Oscars 1991 : meilleur scénario original pour Avalon
- Golden Globes 1991 : meilleur scénario pour Avalon
- Oscars 1992 : meilleur réalisateur pour Bugsy
- Golden Globes 1992 : meilleur réalisateur pour Bugsy
- Razzie Awards 1993 : pire réalisateur pour Toys
- Satellite Awards 2010 : meilleur téléfilm pour La Vérité sur Jack